# 1. Division 2017-2018
La 1. Division 2017-2018 è la 73ª edizione della seconda categoria del campionato danese di calcio.

## Stagione

### Novità
Al termine della stagione 2016-2017, l'AB e il Næstved sono state retrocesse in 2. Division, mentre l'Hobro e l'Helsingør sono approdate in Superligaen. Al loro posto sono state promosse dalla 1. Division il Brabrand e il Thisted, e sono state retrocesse dalla Superligaen l'Esbjerg e il Viborg.

### Formula
Le 12 squadre partecipanti si affrontano in gironi di andata-ritorno-andata, per un totale di 33 giornate. Al termine della stagione solo la squadra campione sarà promossa in Superligaen 2018-2019.
Le squadre classificate al secondo e al terzo posto si qualificheranno per il primo turno dei play out per accedere alla Superligaen 2018-2019.
Le ultime due classificate retrocederanno direttamente in 2. Division 2018-2019.

## Squadre partecipanti
| Club          | Stagione | Città            | Stadio                 | Stagione 2015-16         |
| ------------- | -------- | ---------------- | ---------------------- | ------------------------ |
| Brabrand      | dettagli | Brabrand         | Brabrand Stadion       | Vincitore 2.Division     |
| Fredericia    | dettagli | Fredericia       | Monjasa Park           | 8º posto in 1.Division   |
| Fremad Amager | dettagli | Amager           | Sundby Idrætspark      | 10º posto in 1.Division  |
| Esbjerg       | dettagli | Esbjerg          | Blue Water Arena       | 14º posto in Superligaen |
| HB Køge       | dettagli | Køge             | Herfølge Stadion       | 6º posto in 1.Division   |
| Nykøbing      | dettagli | Nykøbing Falster | Nykøbing F. Idrætspark | 7º posto in 1.Division   |
| Roskilde      | dettagli | Roskilde         | Roskilde Idrætspark    | 4º posto in 1.Division   |
| Skive         | dettagli | Skive            | SPAR Nord Arena        | 5º posto in 1.Division   |
| Thisted       | dettagli | Thisted          | Sparekassen Thy Arena  | 2º posto in 2.Division   |
| Vejle         | dettagli | Vejle            | Vejle Stadion          | 9º posto in 1.Division   |
| Vendsyssel    | dettagli | Vendsyssel       | Hjørring Stadion       | 2º posto in 1.Division   |
| Viborg        | dettagli | Viborg           | Viborg Stadion         | 13º posto in Superligaen |

## Classifica
|  | Pos. | Squadra       | Pt | G  | V  | N  | P  | GF | GS | DR  |
|  | ---- | ------------- | -- | -- | -- | -- | -- | -- | -- | --- |
|  | 1.   | Vejle         | 65 | 33 | 18 | 11 | 4  | 47 | 24 | +23 |
|  | 2.   | Esbjerg       | 60 | 33 | 18 | 6  | 9  | 61 | 36 | +25 |
|  | 3.   | Vendsyssel    | 56 | 33 | 15 | 11 | 7  | 59 | 42 | +17 |
|  | 4.   | Viborg        | 54 | 33 | 15 | 9  | 9  | 58 | 42 | +16 |
|  | 5.   | HB Køge       | 52 | 33 | 14 | 10 | 9  | 42 | 31 | +11 |
|  | 6.   | Fredericia    | 42 | 33 | 11 | 9  | 13 | 48 | 47 | +1  |
|  | 7.   | Nykøbing      | 40 | 33 | 10 | 10 | 13 | 54 | 59 | -5  |
|  | 8.   | Thisted       | 40 | 33 | 10 | 10 | 13 | 42 | 53 | -11 |
|  | 9.   | Fremad Amager | 40 | 33 | 11 | 7  | 15 | 27 | 42 | -15 |
|  | 10.  | Roskilde      | 38 | 33 | 10 | 8  | 15 | 41 | 49 | -8  |
|  | 11.  | Brabrand      | 34 | 33 | 8  | 10 | 15 | 34 | 61 | -27 |
|  | 12.  | Skive         | 18 | 33 | 3  | 9  | 21 | 33 | 60 | -27 |

Legenda:
      Promosso in Superligaen
      ammesso ai play-out promozione
      retrocesso in 2.Division
Note:

Tre punti a vittoria, uno a pareggio, zero a sconfitta.

## Risultati
Le partite autunnali si sono concluse il 26 novembre e sono riprese dopo la pausa invernale a partire dal 4 marzo.
|               | Bra  | Esb  | Frd  | Frm  | Kog  | Nyk  | Ros  | Ski  | Thi  | Vej  | Ven  | Vib  |
| ------------- | ---- | ---- | ---- | ---- | ---- | ---- | ---- | ---- | ---- | ---- | ---- | ---- |
| Brabrand      | –––– | 0-2  | 0-3  | 1-0  | 1-3  | 1-1  | 1-1  | 0-3  | 2-2  | 1-2  | 2-1  | 0-0  |
| Esbjerg       | 4-0  | –––– | 2-1  | 5-2  | 1-1  | 1-3  | 2-2  | 2-0  | 1-2  | 1-2  | 2-4  | 0-0  |
| Fredericia    | 5-1  |      | –––– | 2-3  | 0-1  | 2-0  | 1-2  | 3-2  | 1-3  | 0-1  | 3-3  | 2-2  |
| Fremad Amager | 2-1  | 1-0  | 1-3  | –––– | 1-2  | 0-0  | 0-1  | 1-0  | 0-2  | 1-0  | 1-1  | 0-6  |
| HB Køge       | 1-0  | 3-0  | 0-0  | 4-0  | –––– | 3-1  | 1-3  | 0-0  | 3-2  | 1-3  | 0-0  | 3-0  |
| Nykøbing      | 1-0  | 0-0  | 2-3  | 0-1  | 2-2  | –––– | 3-2  | 3-2  | 1-2  | 1-1  | 1-1  | 4-2  |
| Roskilde      | 3-2  | 0-4  | 1-1  | 0-1  | 0-3  | 2-0  | –––– | 3-1  | 2-3  | 0-0  | 0-2  | 1-0  |
| Skive         | 3-4  | 1-2  | 2-2  | 0-1  | 2-1  | 4-4  | 0-2  | –––– | 1-2  | 2-2  | 3-3  | 1-3  |
| Thisted       | 2-2  | 0-3  | 1-3  | 2-1  | 2-0  | 0-1  | 1-1  | 2-1  | –––– | 1-1  | 1-2  | 2-1  |
| Vejle         | 2-0  | 1-3  | 2-0  | 1-0  | 0-0  | 4-1  | 2-1  | 0-0  | 0-0  | –––– | 4-1  | 3-1  |
| Vendsyssel    | 3-0  | 1-3  | 0-0  | 2-0  | 2-0  | 4-2  | 2-0  | 2-0  | 4-1  | 1-1  | –––– | 1-2  |
| Viborg        | 4-0  | 0-2  | 2-3  | 0-0  | 1-0  | 3-1  | 4-3  | 3-2  | 2-2  | 2-0  | 2-0  | –––– |

|               | Bra  | Esb  | Frd  | Frm  | Kog  | Nyk  | Ros  | Ski  | Thi  | Vej  | Ven  | Vib  |
| Brabrand      | –––– | 0-3  | 1-1  | X    | 2-1  | X    | 2-1  | X    | 1-0  | X    | X    | X    |
| Esbjerg       | X    | –––– | 2-4  | X    | 0-0  | 5-2  | 2-1  | X    | 2-0  | 0-1  | X    | X    |
| Fredericia    | 1-1  | 1-3  | –––– | 0-2  | X    | 1-0  | 0-0  | X    | X    | X    | 1-3  | X    |
| Fremad Amager | X    | 0-1  | X    | –––– | 0-1  | X    | X    | 1-0  | 0-0  | X    | X    | 3-0  |
| HB Køge       | X    | X    | 1-0  | X    | –––– | 0-3  | X    | 0-0  | X    | 1-1  | 1-2  | 1-1  |
| Nykøbing      | 1-2  | X    | X    | 3-2  | X    | –––– | X    | 4-0  | 3-3  | X    | X    | 3-3  |
| Roskilde      | X    | X    | X    | 2-0  | 1-3  | 0-1  | –––– | 0-1  | 3-1  | X    | 2-2  | X    |
| Skive         | 1-1  | 0-1  | 0-1  | X    | X    | X    | X    | –––– | 1-1  | 0-3  | 0-2  | X    |
| Thisted       | X    | X    | 1-1  | X    | 0-1  | X    | X    | X    | –––– | 0-2  | 1-3  | 0-3  |
| Vejle         | 0-1  | X    | 1-0  | 1-1  | X    | 2-1  | 1-1  | X    | X    | –––– | X    | X    |
| Vendsyssel    | 1-1  | 3-2  | X    | 0-0  | X    | 1-1  | X    | X    | X    | 1-2  | –––– | 1-3  |
| Viborg        | 3-3  | 0-0  | 2-0  | X    | X    | X    | 2-0  | 1-0  | X    | 0-1  | X    | –––– |

## Spareggio promozione
|           | Risultati |           | Totale                |
| --------- | --------- | --------- | --------------------- |
| Silkeborg | 1-0       | Esbjerg   |                       |
| Esbjerg   | 3-0       | Silkeborg | Esbjerg 3-1 Silkeborg |

|            | Risultati |            | Totale                |
| ---------- | --------- | ---------- | --------------------- |
| Lyngby     | 1-2       | Vendsyssel |                       |
| Vendsyssel | 1-0       | Lyngby     | Vendsyssel 3-1 Lyngby |

## Verdetti
Vejle,  Vendsyssel e  Esbjerg promosse in Superligaen 2018-2019
 Vendsyssel e  Esbjerg ammesse al play-out promozione
 Brabrand e  Skive retrocesse in 2. Division 2018-2019

## Statistiche

### Record
- Maggior numero di vittorie:  Vejle e  Esbjerg  (18)
- Minor numero di vittorie:  Skive  (3)
- Maggior numero di pareggi:  Vejle e  Vendsyssel  (11)
- Minor numero di pareggi:  Fremad Amager  (7)
- Maggior numero di sconfitte:  Skive  (21)
- Minor numero di sconfitte:  Vejle  (4)
- Miglior attacco:  Esbjerg  (61 gol fatti)
- Peggior attacco:  Fremad Amager  (27 gol fatti)
- Miglior difesa:  Vejle  (24 gol subiti)
- Peggior difesa:  Brabrand  (61 gol subiti)
- Miglior differenza reti:  Esbjerg (+25)
- Peggior differenza reti:  Brabrand e  Skive  (-27)